# TACIS

Logo des Projekts

TACIS (englisch Technical Assistance to the Commonwealth of Independent States ‚Technische Hilfe für die Gemeinschaft Unabhängiger Staaten‘) war ein Finanzierungsinstrumentarium der EU. TACIS wurde 1991 gegründet, um die Beziehungen der EU mit den Ländern Osteuropas und Zentralasiens (EECA, Eastern Europe and Central Asia) durch ein Programm der technischen Hilfe zu unterstützen. Das Programm beförderte den Prozess des Übergangs zur Marktwirtschaft und der Demokratisierung der Gesellschaft in den EECA Ländern. In den ersten acht Jahren seines Funktionierens flossen insgesamt 4,226 Milliarden Euro in die Finanzierung von Projekten.
Eine im Januar 2000 angenommene EU-Verordnung eröffnete eine neue Phase der Zusammenarbeit zwischen der EU und den Partnerländern Osteuropas und Zentralasiens. Diese hat zum Ziel, finanzielle Hilfen in Höhe von 3,138 Milliarden Euro bis Ende 2006 zur Verfügung zu stellen, die sich auf bestimmte Schlüsselgebiete konzentrieren:
- Unterstützung für institutionelle, Gesetzes-  und Verwaltungsreformen.
- Unterstützung für den privatwirtschaftlichen Sektor sowie Hilfe für die allgemeine Wirtschaftsentwicklung.
- Unterstützung zu Milderung der sozialen Folgen.
- Entwicklung der Infrastruktur.
- Verbesserung der kerntechnischen Sicherheit.
- Verbesserung des Umweltschutzes und des Umgangs mit Bodenschätzen.
- Entwicklung der Landwirtschaft.

Das Programm wird von zwei Generaldirektionen der EU-Kommission erstellt und geleitet. Seit Januar 2001 ist die Generaldirektion Aussenbeziehungen für die politische Richtung (so für die Aushandlung von Partnerschaften und Vereinbarungen zur Zusammenarbeit) und Verhandlung langjähriger Programme (Indikativprogramme) verantwortlich, während das EuropeAid Co-operation Office die Projektabwicklung sowie jährliche Programme anleitet.
Die Programme sind sehr vielseitig, und im Laufe der Zeit sind mehrere spezielle Unterprogramme entwickelt worden. Ständig gibt es Hunderte von laufenden Projekten zu allen Sektoren, Ländern und Gebieten, von denen einige Beispielprojekte als Fallstudien verfügbar sind. Zu den Ländern in Osteuropa und Zentralasien, deren Zusammenarbeit mit der Europäischen Union im Rahmen des TACIS Programms geregelt wurde, gehören: Armenien, Aserbaidschan, Belarus, Georgien, Kasachstan, Kirgisistan, Moldawien, die Mongolei, die Russische Föderation, Turkmenistan, Tadschikistan, die Ukraine und Usbekistan.
2007 ging TACIS (zusammen mit MEDA) im Europäischen Nachbarschafts- und Partnerschaftsinstrument (ENPI), dem Finanzinstrument der Europäischen Nachbarschaftspolitik auf.